# سموميات بيئية

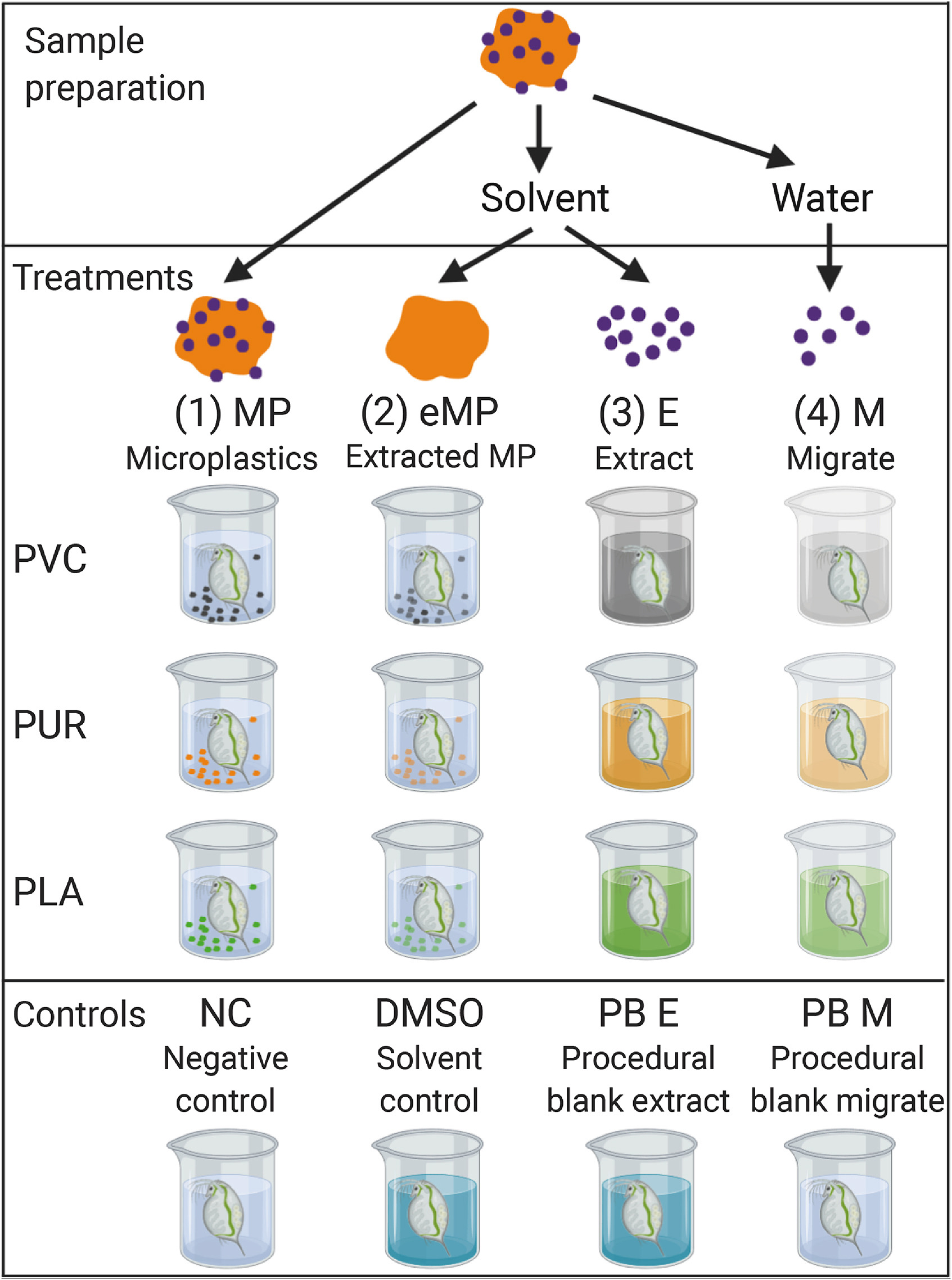

السموميات البيئية (بالإنجليزية: Ecotoxicology)‏، هي دراسة آثار المواد الكيميائية السامة على الكائنات البيولوجية، وخاصة على مستوى السكان والمجتمع والنظام البيئي والمحيط الحيوي. علم السموم البيئية هو مجال متعدد التخصصات، والذي يدمج علم السموم مع البيئة. 
الهدف النهائي من هذا النهج هو أن تكون قادرة على الكشف عن آثار التلوث والتنبؤ بها في سياق جميع العوامل البيئية الأخرى. بناءً على هذه المعرفة، يمكن تحديد الإجراء الأكثر فعالية لمنع أو علاج أي تأثير ضار. في تلك النظم الإيكولوجية التي تتأثر بالفعل بالتلوث، يمكن لدراسات السمية الإيكولوجية أن تفيد في أفضل مسار للعمل لاستعادة خدمات ووظائف النظام الإيكولوجي بكفاءة وفعالية. 
يختلف علم السموم البيئية عن السموميات البيئية لأنه يدمج آثار الضغوطات على جميع مستويات التنظيم البيولوجي من الجزيئي إلى المجتمعات والنظم الإيكولوجية بأكملها، في حين يركز علم السموم البيئية على الآثار على مستوى الفرد وما دونه.
صاغ مصطلح «السموميات البيئية» من قبل رينيخ تروهاوت في عام 1969 والذي عرّفه على أنه «فرع من علم السموم المعني بدراسة الآثار السامة، الناتجة عن الملوثات الطبيعية أو الاصطناعية، على مكونات النظم الإيكولوجية والحيوانية (بما في ذلك الإنسان) والخضروات والميكروبات، في سياق متكامل».